# EDRA Super Pétrel
Die EDRA Super Pétrel ist ein ultraleichtes Amphibienflugzeug des brasilianischen Herstellers EDRA Pecas e Manutencao Ltda.

## Geschichte
Die Super Pétrel ist eine Weiterentwicklung des von Claude Tisserand entworfenen einsitzigen Hydroplum-Amphibienflugzeugs, einer Holzkonstruktion, welche 1983 erstmals flog. An dessen 1986 erstmals geflogener Weiterentwicklung der Hydroplum II, angetrieben von einem Rotax-532-Motor, erwarb die Société Morbihannaise d’Aéro Navigation (SMAN) die Produktionsrechte und baute die Maschine unter dem Namen  Pétrel. Nachdem SMAN die Produktion und den Handel einstellte, wurden die Produktionsrechte an Billie Aero Marine und EDRA Pecas e Manutencao Ltda weiterverkauft. EDRA begann 1989 mit der Produktion der  Pétrel in Brasilien. Die Maschine wurde überarbeitet und als Paturi ab 1996 auf den Markt gebracht, wo sie die Pétrel ersetzte. Ab 2002 wurde sie selbst durch die Super Pétrel ersetzt, welche bis 2014 produziert wurde. Außer in Brasilien wurde die Super Petrel auch nach Nordamerika, Europa, Australien, Neuseeland und nach Afrika verkauft.

## Konstruktion
Die Super Pétrel besteht fast vollständig aus Verbundwerkstoffen und Metallkomponenten und ist als abgestrebter Eineinhalbdecker mit konventionellem Leitwerk ausgelegt. Unter den unteren Tragflächen befinden sich die seitlichen Stützschwimmer. Die Tragflächen können in ca. 30 Minuten für den Transport auf einem Anhänger abmontiert werden. In den bootsförmigen, einstufigen Rumpf, kann ein Bugradfahrwerk eingezogen werden. Hinter dem Cockpit unterhalb der oberen Tragfläche ist ein Rotax 912 ULS-Vierzylinder-Viertakt-Boxermotor mit 73,5 kW angebracht, der einen Dreiblatt-Druckpropeller antreibt.

## Varianten
- Super Pétrel – Hauptvariante. Ersetzte die Paturi ab 2002.
- Super Pétrel LS – eine um 280 mm verlängerte Variante, um 25 km/h höhere Reisegeschwindigkeit, überarbeiteter Rumpf neue Kabine und Heckgruppe, größere Reichweite
- AAC SeaStar SP  – Nordamerikanische Version von Amphibian Airplanes of Canada

## Technische Daten
| Kenngröße             | Daten                                                          |
| --------------------- | -------------------------------------------------------------- |
| Besatzung             | 1                                                              |
| Passagiere            | 1                                                              |
| Länge                 | 6,25 m                                                         |
| Spannweite            | 8,90 m                                                         |
| Höhe                  | 2,33 m                                                         |
| Flügelfläche          | 15 m²                                                          |
| Leermasse             | 320 kg                                                         |
| max. Startmasse       | 600 kg                                                         |
| Reisegeschwindigkeit  | 180 km/h                                                       |
| Höchstgeschwindigkeit | 190 km/h                                                       |
| Dienstgipfelhöhe      | 3050 m                                                         |
| Reichweite            | 950 km                                                         |
| Triebwerke            | 1 × Rotax 912 ULS-Vierzylinder-Viertakt-Boxermotor mit 73,5 kW |